# 高橋有紀子 (モデル)
高橋 有紀子（たかはし ゆきこ、1988年8月16日 - ）は、日本のモデル。ミス・インターナショナル2013に日本代表として出場。

## 経歴
群馬県前橋市出身の母のもと、1988年8月16日前橋市内の病院で生まれる。プロフィールの出身地は東京都。
生まれて数日後、父の仕事の都合で家族（両親・姉）でアメリカ合衆国に引っ越す。幼少期の7年間をジョージア州アトランタで暮らす。
山脇学園中学校・高等学校を経て、聖心女子大学文学部教育学科（現・現代教養学部）を卒業。ミス・インターナショナル2012の吉松育美は同じ学部の1年先輩である。
2012年11月4日、星陵会館（東京都千代田区永田町）で行われた大会で優勝、「第53回　2013ミス・インターナショナル世界大会」に日本を代表して出場する資格を得る。なお、この時の肩書はアパレル販売。
2013年6月27日、北海道北斗市で地域緑化運動に協力。
2013年12月9日、本選に出場予定の美女たちのお披露目が行われる。筒描きという伝統的な布を使った民族衣装と藤紫色の水着を披露。「1年間必死に努力してきたので、世界一への自信はある。楽しんで世界一を目指したい」と意気込みを語った。また、この時の靴はレディー・ガガの靴を制作しているデザイナーに作ってもらったもので、17センチのヒールで歩く練習をしてこの日に臨んだ。
2013年12月17日、品川プリンスホテルで開催された本選では入賞ならず。 
2022年7月より有限会社モアナに所属。

## 人物
教育職員免許法の定める幼稚園教諭免許状、日本アロマコーディネーター協会の認定するチャイルドケア・コーディネーターの資格を所持。趣味はキャンプ・音楽鑑賞・アート。特技は筋トレ・ポジティブシンキング。
既婚者。2015年12月25日生まれの女の子のママ。